# Settore bancario svizzero

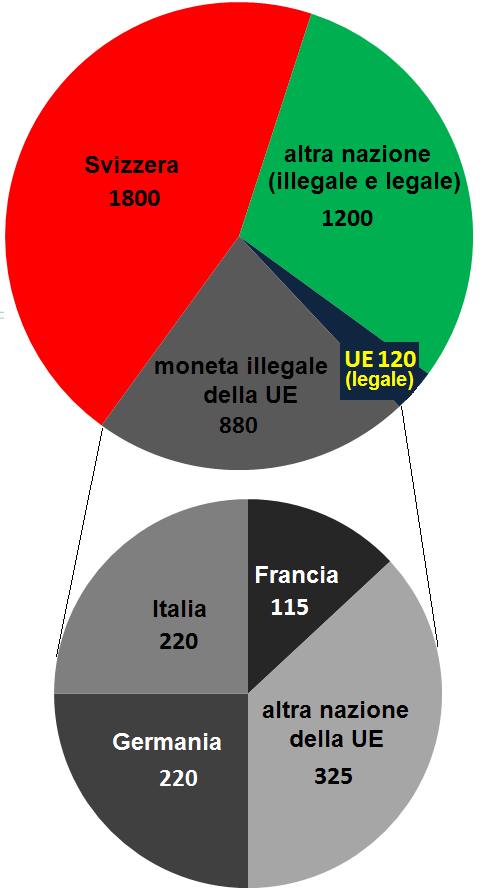
Swiss Capital Market in miliardi di Franchi, Dati da studio KPMG e Helvea

Il settore bancario svizzero comprende l'insieme di istituti e attori che esercitano un'attività propria di una banca in Svizzera.
L'attività bancaria moderna risale al XII secolo quando a Genova si diffonde il cambio di monete, il trasferimento geografico di fondi (lettera di cambio), il credito al consumo e il credito commerciale (grandi fiere, mercanti). Lo sviluppo dei commercianti di moneta permette di unire tutte queste attività.
In Svizzera, il settore bancario si sviluppa inizialmente nel XIV secolo, la cui esperienza viene però interrotta. Solo alla fine del XV secolo prende avvio la seconda grande fase di sviluppo che proseguirà senza interruzione di continuità fino al XXI secolo.

## XIV secolo

### Sviluppo delle banche ginevrine
Si sviluppa la piazza di Ginevra che nel XV secolo diventa anche un'importante fiera commerciale. La piazza di Ginevra costituisce un importante elemento del sistema europeo di credito commerciale e finanziario. Vi si stabiliscono anche banchieri stranieri prima i Medici (1425) poi gli ugonotti (1595).
L'emergere della fiera di Lione mette in serie difficoltà Ginevra e la sua attività bancaria. I fiorentini lasciano Ginevra interrompendo lo sviluppo bancario, non ripreso dagli svizzeri. Questo primo sviluppo in Svizzera dell'attività bancaria, promosso da italiani, si interrompe creando una rottura con i periodi successivi sorti da altri canali.

## Fine XV secolo – XVI secolo

### Nuove necessità
Sorgono necessità finanziarie degli Stati, delle città e dei principi. Il credito pubblico e privato assume nel XVI secolo dimensioni gigantesche.

### Nuovi centri, nuovi istituti e nuove attività
Nel 1504, a Basilea viene fondata la Stadtwechsel, controllata e sotto garanzia dello Stato cantonale. Raccolta di depositi remunerati, prestiti e pagamenti sono le attività alle quali si aggiunge nel 1574 la gestione patrimoniale. L'insieme delle operazioni di una banca moderna sono interamente riunite. 
Verso la fine del XVI secolo, si assiste ad un rapido accumulo di capitali in mano private svizzere grazie ai servizi mercenari e all'attività dei commercianti svizzeri. I commercianti-banchieri finanziano l'attività manifatturiera, in necessità di fondi per esercitare le proprie attività.

## XVIII secolo

### Banchieri privati ginevrini
All'inizio del XVIII secolo, Ginevra ritorna ad essere una piazza in sviluppo caratterizzata dall'emergenza dei banchieri privati, la cui presenza e attività rimarrà nel corso dei secoli successivi giungendo fino ai tempi nostri. Di origine protestante, i banchieri privati assicurano continuità e apportano “savoir-faire”. Loro clienti, con i quali mantengono una relazione confidenziale basata sulla fiducia, provengono dall'alta borghesia d'affari, in particolare quella internazionale. I nomi delle famiglie dei banchieri privati sono ancora oggi identificabili in quanto ancora legati al settore bancario (Mirabaud), ed in particolare quelli della seconda generazione di banchieri privati (seconda metà del XVIII secolo): Pictet, Hentsch, Lombard, Odier, Ferrier, Lullin. I banchieri privati si sviluppano pure a Basilea (Ehinger, La Roche), a Zurigo (Orelli), a San Gallo (Wegelin) e a Losanna (Hofstetter). L'attività consiste nel cambio, nel trasferimento di fondi, nella gestione di portafoglio e nella sottoscrizione, per il conto della clientela, di titoli di credito pubblico o titoli emessi da compagnie di commercio.
Scarsa l'attività degli effetti commerciali, totalmente assenti i crediti a corto termine e la raccolta di deposito. Prudenza, discrezione e politica a lungo termine sono le caratteristiche principali di banchieri privati.

## XIX secolo

### Nuove necessità dell'economia regionale
I banchieri privati sono orientati ad una ricca clientela internazionale, non rendendo disponibile fondi per lo sviluppo di crediti a favore dell'economia interna.
Dopo il 1820, l'economia svizzera inizia a svilupparsi, necessitando di crediti a sostegno dell'attività commerciale, artigianale e industriale. A Zurigo si sviluppano le casse di risparmio, mentre a Berna e a Vaud sono le banche attive a livello cantonale ad assumere il finanziamento commerciale sostenendo lo sviluppo economico regionale. In seguito appaiono le banche cantonali che favoriscono la realizzazione di infrastrutture pubbliche.

### La dimensione nazionale
Fino al 1848, il regime bancario svizzero è duplice. Da una parte, i banchieri privati orientati su una clientela internazionale, dall'altra parte, le casse di risparmio e le banche cantonali che agiscono a livello regionale e cantonale. Seguono anche le Casse Raiffeisen, di origine tedesca.
Manca la copertura dell'economia che agisce a livello nazionale. Nella seconda metà del XIX, il settore bancario si sviluppa anche su questo livello (banche d'affari nazionali). Nel 1856 viene fondato il Credito Svizzero che sosterrà sia l'industria svizzera sia la costruzione della rete ferroviaria (traforo ferroviario del San Gottardo compreso). 1880, la Banca Popolare di Berna diventa la Banca Popolare. 1895-96, la Società di Banche Svizzere risulta dall'associazione di più istituti basilesi e zurighesi. 1912, l'Unione di Banche Svizzere nasce dalla fusione dalle banche di Winterthur (1862) e del Toggenbourg. Nel 1907, viene fondata la Banca Nazionale Svizzera che detiene il monopolio dell'emissione del franco svizzero, unificando il sistema monetario svizzero.

### Evoluzione in Ticino
Il settore bancario ticinese ha un primo sviluppo nella seconda metà del XIX secolo (vedi Le banche in Ticino). Sorgono banche a carattere regionale quale sostegno all'attività commerciale e alle infrastrutture pubbliche. Verso la fine del XIX si assiste ad un dissesto delle banche attive in Ticino a causa di insolvenza creditizia.

## XX secolo

### Piazza finanziaria internazionale
Gli anni della Prima Guerra mondiale permettono alla piazza finanziaria svizzera di diventare una piazza internazionale. La neutralità e la non partecipazione al conflitto mondiale, favorisce l'attrazione e la gestione di fondi esteri, in particolare dalla Francia. Questa dimensione di piazza internazionale è mantenuta nel corso di tutto il XX secolo.

### Evoluzione in Ticino
Con la fine degli anni '50 prende avvio il boom del settore bancario ticinese: da 14 banche nel 1957, si giunge nel 1965 a 23. Si aggiungono inoltre le 21 succursali e filiali aperte dalle banche svizzere e straniere in questo periodo. L'elevata crescita si riscontra anche nell'apertura di nuovi sportelli, nell'aumento delle somme di bilancio e nell'incremento del personale. All'attività orientata all'economia cantonale sostenuta dall'aumento del risparmio, si aggiunge la gestione di fondi provenienti dall'Italia. La stabilità del franco svizzero e del “sistema Svizzera” come pure l'attrattività fiscale offrono una valida opportunità ai clienti italiani in cerca di sicurezza data l'instabilità politico-monetaria della penisola. La piazza ticinese e in particolare Lugano diventa il terzo polo dopo Ginevra e Zurigo del settore bancario svizzero.

### La crisi degli anni '90
La crisi economica svizzera all'inizio degli anni '90 comporta una ristrutturazione del settore bancario svizzero, in particolari attraverso fusioni e riorientamento dell'attività. Anche il settore bancario ticinese ne viene coinvolto con particolare diminuzione del personale e del numero di istituti che riprendono a crescere verso la fine degli anni '90 a seguito dell'euforia dei mercati internazionali.

## XXI secolo

### Nuovo contesto, nuove sfide
Pressioni internazionali (fondi ebraici e lotta all'evasione fiscale), liberalizzazione e globalizzazione finanziaria (nuove piazze emergenti come Singapore e Dubai), integrazione europea caratterizzano il nuovo contesto nel quale devono operare le banche svizzere. Il settore bancario svizzero attualmente si suddivide così: le grandi banche svizzere (UBS, CS), attive a livello internazionale e che competendo a pari livello con i maggiori istituti mondiali; le piccole e medie banche localizzate in Svizzera alla ricerca di nuove opportunità soprattutto nel private banking; infine le banche commerciali regionali o nazionali orientate al credito privato (Raiffeisen Svizzera, Coop, Migros, Banche cantonali) che a seguito del parziale ritiro dall'economia svizzera delle grandi banche stanno vivendo una fase di crescita; infine le Banche cantonali principalmente orientate all'attività commerciale con apertura anche nel private banking.